# Къща без покрив
„Къща без покрив“ (на немски: Haus Ohne Dach) е игрален филм на режисьорката Солеен Юсеф от 2016 г. Филмът е копродукция между Германия, Иракски Кюрдистан и Катар.
Премиерата му е на 28 юни 2016 г. в Германия. Филмът е дипломна работа и първи пълнометражен филм на Солеен Юсеф. В България е прожектиран за първи път на 13 март 2017 г. в Дом на киното по време на XXI Международен София Филм Фест.

## Награди
- Награда „Нов талант“ за най-добра продукция на филмовия фестивал в Мюнхен 2016[1]
- Специалната голяма награда на журито на филмовия фестивал в Монреал 2016[1]
- Наградата на публиката на филмовия фестивал в Дахук 2016[1]